# Ocotea julianii
Ocotea julianii är en lagerväxtart som beskrevs av H. van der Werff. Ocotea julianii ingår i släktet Ocotea och familjen lagerväxter. Inga underarter finns listade i Catalogue of Life.